# Argasidae
Argasidae (castellanizado como argásidos) es una familia de garrapatas que son comúnmente llamadas garrapatas blandas debido a que carecen de escutelo o coraza dorsal, a diferencia del taxón Ixodidae que si posee el mismo.

## Características
Los argásidos poseen la cabeza en posición ventral, bajo al cuerpo en el momento de alimentarse, en oposición a la cabeza de Ixodidae que se posiciona de frente hacia el cuerpo del animal. Las piezas bucales están situadas en la parte anterior de los apéndices locomotores. No muestran dimorfismo sexual. Tienen palpos flexibles y coxas sin espolón. Se fijan al huésped y alimenta por periodos breves de tiempo.
Su biología también es distinta, ya que son de hábitos nocturnos, son ectoparásitos de aves y mamíferos, se alimentan rápidamente en pequeñas cantidades y lo hacen varias veces en cada estadio.

## Taxonomía
La familia Argasidae incluye cuatro géneros repartidos en dos subfamilias:
- Subfamilia Argasinae,
  - Género Argas.
- Subfamilia Ornithodorinae,
  - Género Carios,
  - Género Ornithodoros,
  - Género Otobius.